# Château de Cornillon (Bugey)
Pour les articles homonymes, voir Château de Cornillon et Cornillon (homonymie).
Le château de Cornillon est un ancien château fort du XIe siècle dont les ruines se dressent sur le territoire de la commune française de Saint-Rambert-en-Bugey, dans le département de l'Ain, en région Auvergne-Rhône-Alpes.

## Localisation
Les ruines du château de Cornillon sont situées sur la commune de Saint-Rambert-en-Bugey, sur une butte rocheuse dominant le bourg et l'abbaye, dans le département français de l'Ain.

## Historique

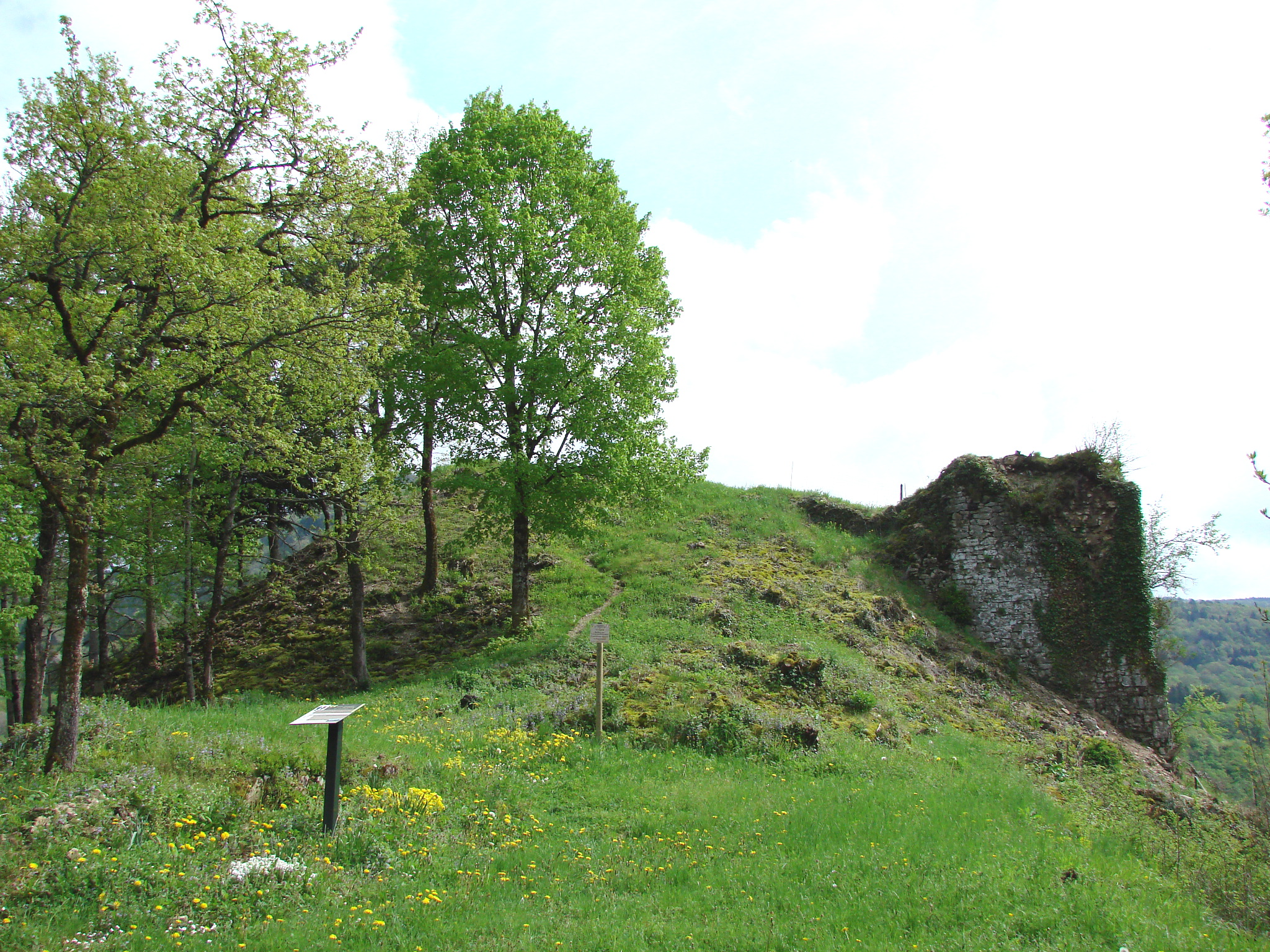
Emplacement où se trouvait la barbacane.

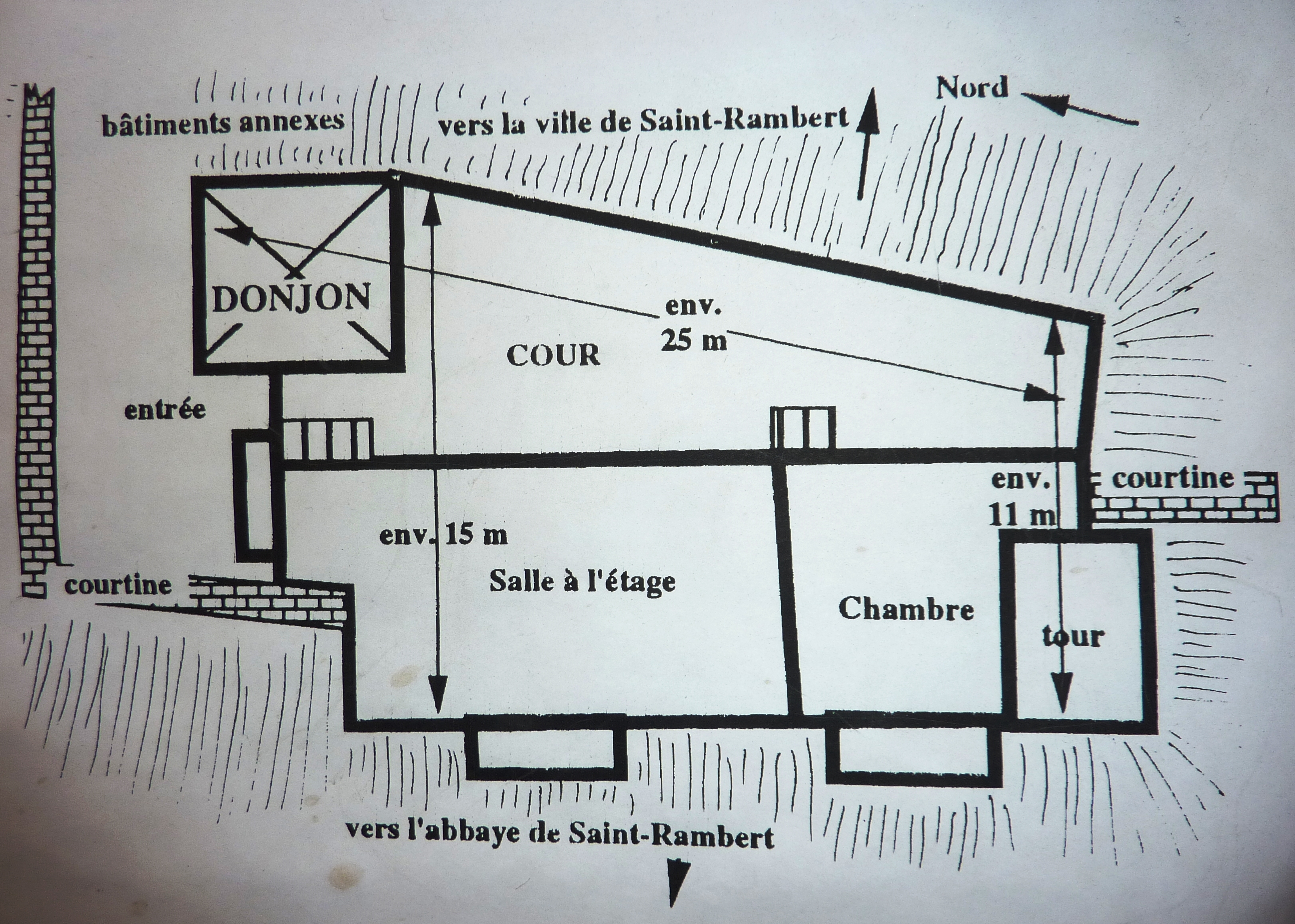
Plan du château de Cornillon.

Le château semble remonter au début du XIe siècle. Construit pour être un poste de surveillance, ce château fut assez sommaire et peu habité.
À une époque indéterminée, l'abbaye de Saint-Rambert édifie en ce lieu une tour de guet destinée à surveiller la route de l’Albarine, lieu de passage privilégié des invasions. Il fut appelé « Cornillon », nom dérivé du latin qui désigne un promontoire en saillie.
Le 30 novembre 1196, par un traité de pariage, l’abbaye ne pouvant plus assurer seule la défense de ses possessions contre les seigneuries voisines, des Coligny et des Thoire-Villars, l’abbé Régnier choisit de se placer sous la protection du puissant comte de Savoie et de Maurienne, Thomas Ier, à la condition que le château qui est cédé au comte à perpétuité ne serait jamais aliéné du comté, ni donné en dot à aucune fille, ; de plus le comte doit y placer une garnison et en assurer l'entretien. Le château de Cornillon, reconstruit en pierre et pourvu de fortifications, devient savoyard, avec Saint-Rambert.
En 1252, le comte de Savoie, Pierre le remet en apanage à son frère Guillaume, lequel, nonobstant les termes de l'acte de cession à sa famille, le lègue, par son testament du 6 mai 1258, à Béatrice de Savoie, fille de Pierre II de Savoie, femme du Dauphin de Viennois. Après la mort de Béatrix, il fit retour au domaine comtal, dont il ne fut plus séparé.
Vers 1304, le château de Cornillon est le dernier bastion savoyard sur la route qui mène à Pont-d'Ain. Cette position stratégique va accroitre son importance et celle du bourg de Saint-Rambert qui s’entoure de remparts et devient une ville de garnison, lieu de rassemblement avant le départ des « chevauchées », coups de main destinés à ravager les terres, bruler les récoltes, détruire les moulins de l’ennemi ; et aussi une basse de repli et de stockage du matériel militaire. C’est surtout par des faits de guerre contre son voisin dauphinois, le château de Saint-Germain, que s’illustra le château de Cornillon. Ainsi, vers 1310, son châtelain, Arthaud de Montfaucon, envoie des hommes guetter puis incendier le château et le bourg de Saint-Germain. En 1321, c’est par Saint-Rambert, et avec des hommes et des moyens mis à disposition par le châtelain de Cornillon, que le siège est mis devant le château de Saint-Germain, par les troupes du comte de Savoie. La guerre delphino-savoyarde s’achève vers 1355 et à la suite du traité de Paris, le château de Cornillon perd alors de son intérêt stratégique. En conséquence, il fut plus ou moins bien entretenu aux XVe et XVIe siècles.
En 1601, le traité de Lyon met fin à la guerre franco-savoyarde et marque l'annexion de la Bresse, du Bugey, du pays de Gex et du Valromey par la France. Pour éviter toute velléité de revanche, le maréchal de Biron démantèle Cornillon tout comme le château de Saint-Germain.
Aujourd’hui, les ruines du château de Cornillon sont remises en valeur par l’« Association des Amis du Canton de Saint-Rambert ». Le château a bénéficié à défaut de fouilles d'une campagne de relevés.

## Description

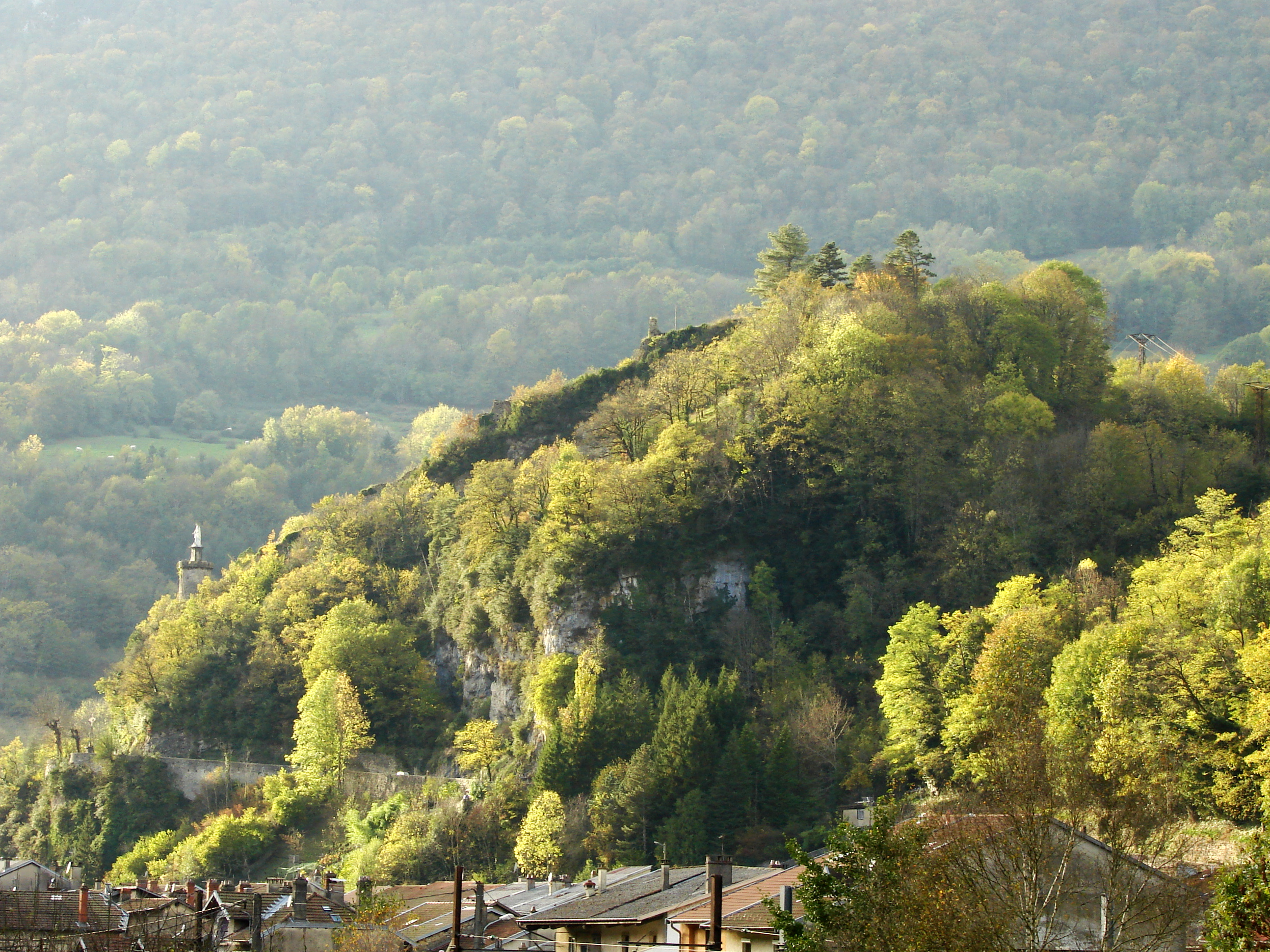
Une vue du château.

Au XXIe siècle il ne subsiste du château de cornillon, qu'une tour « restaurée » et une statue à mi-hauteur, et au sommet un donjon et les ruines de divers bâtiments.
Au début du XXe siècle, le château était encore assez bien dégagé et bordé par des vignes.

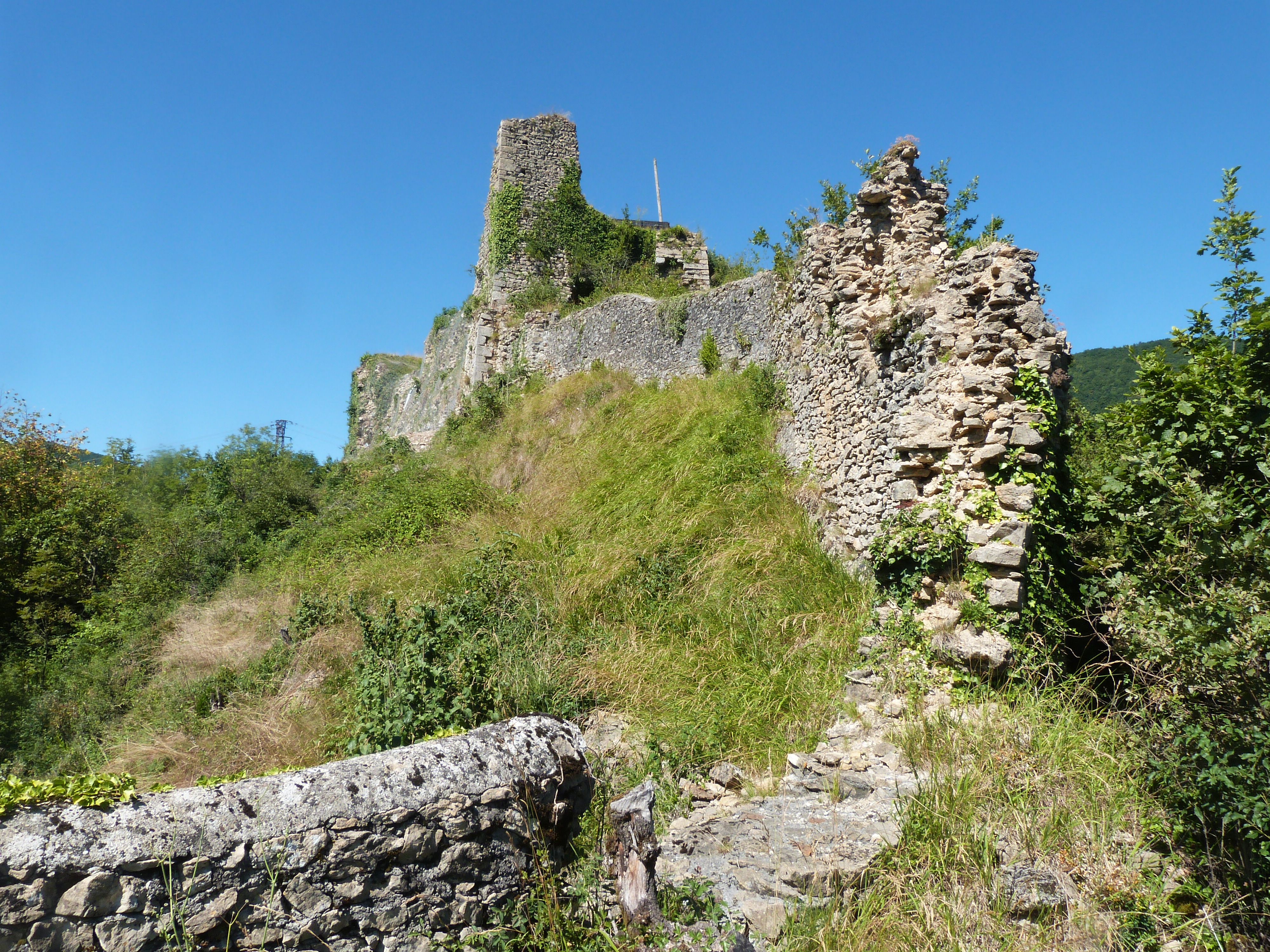
Les murs ruinés.
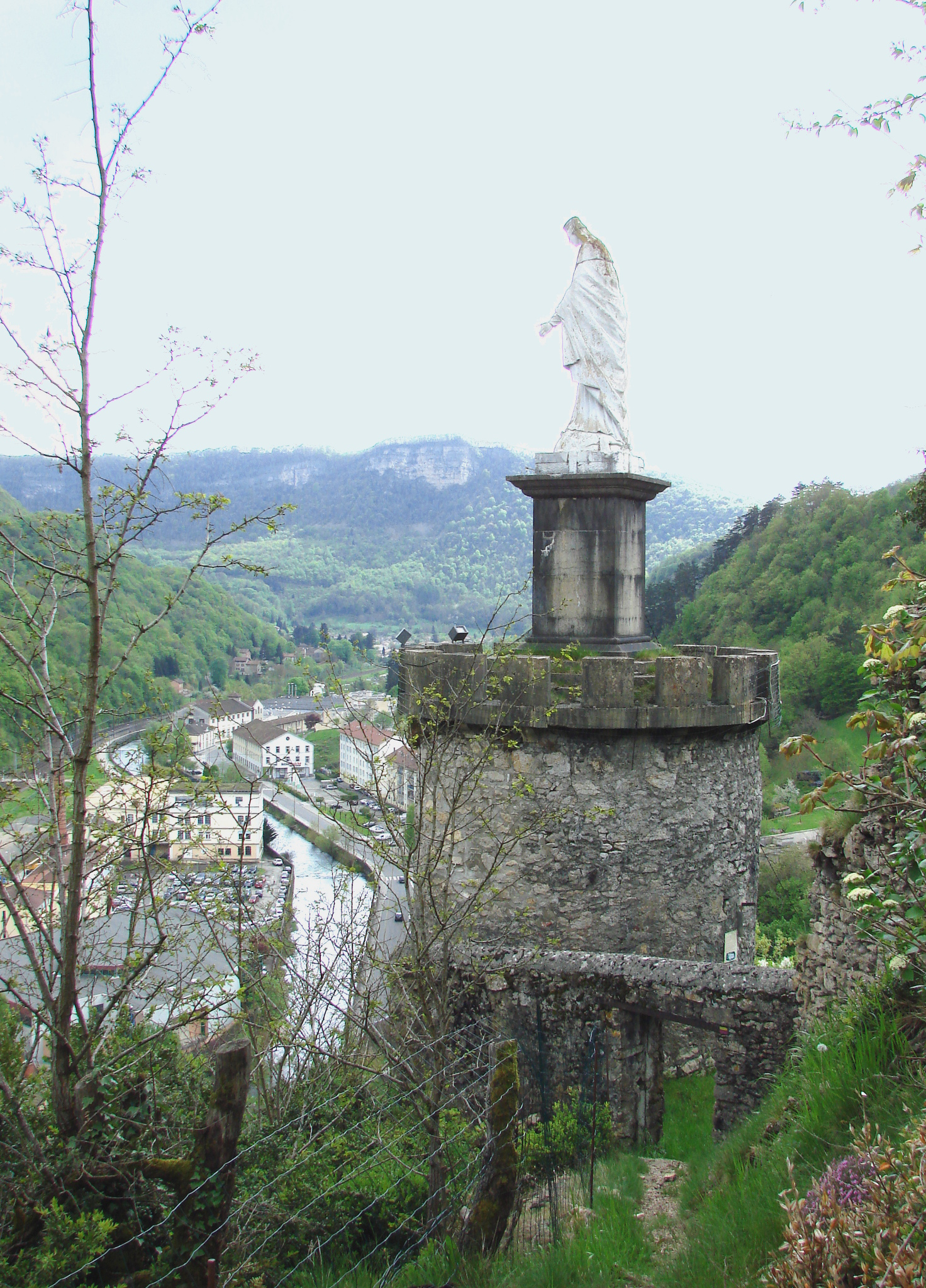
La tour restaurée et la statue de la Vierge.
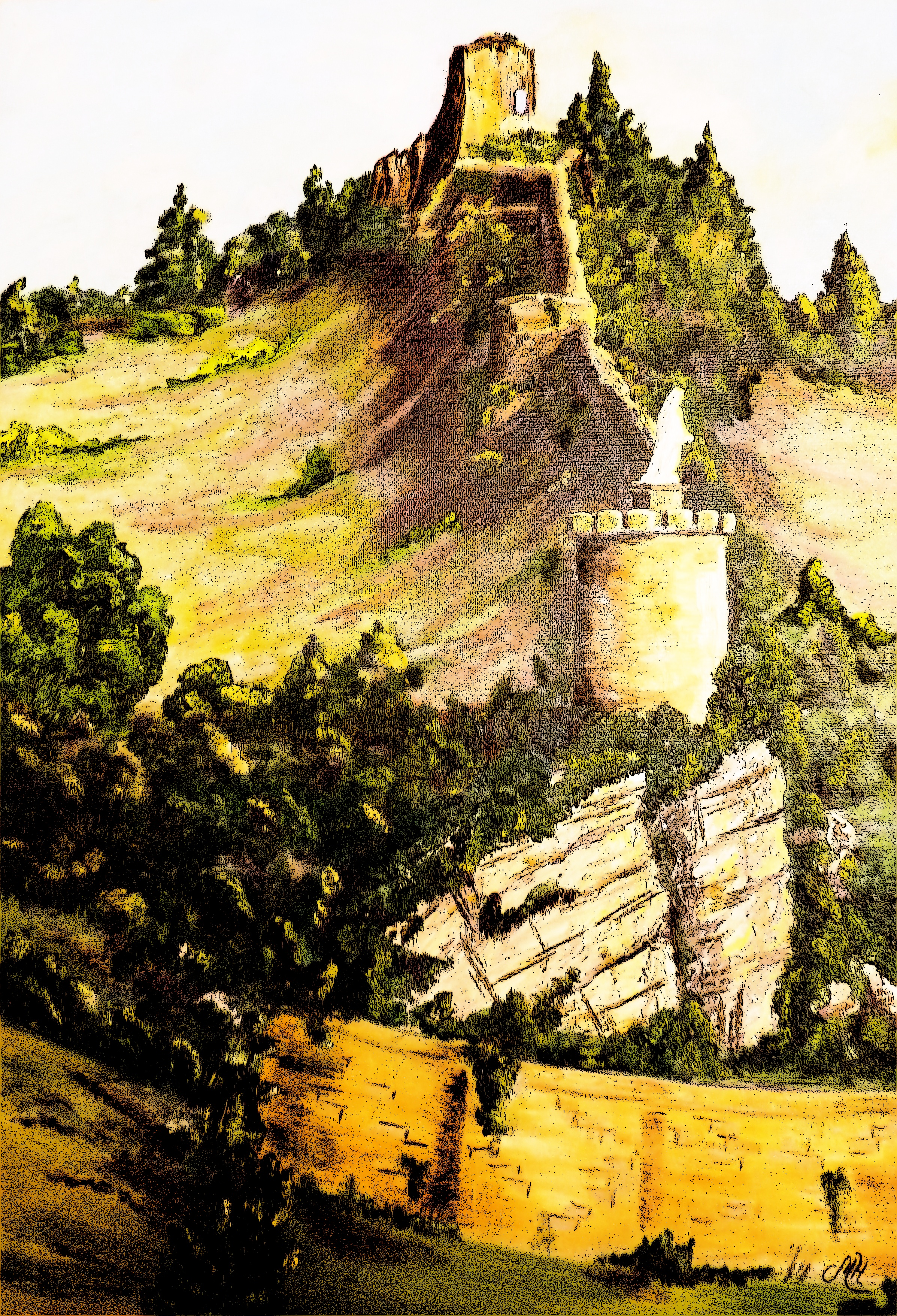
Le château de Cornillon à la fin XXe siècle.
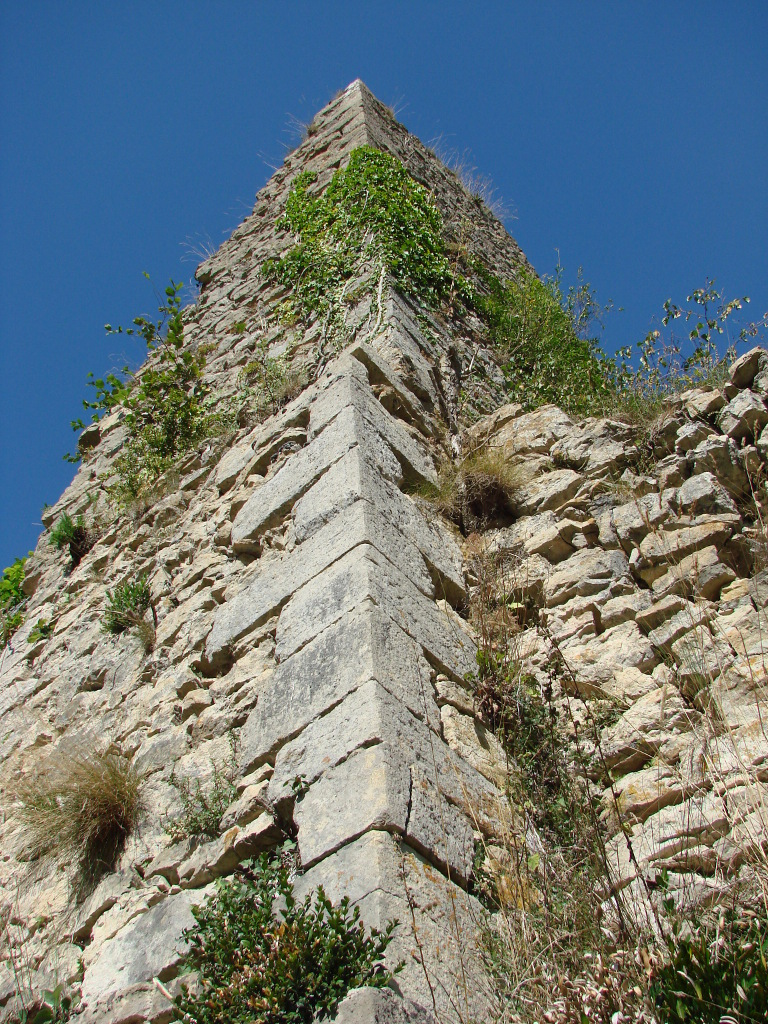
Un détail d'un chaînage d'angle.
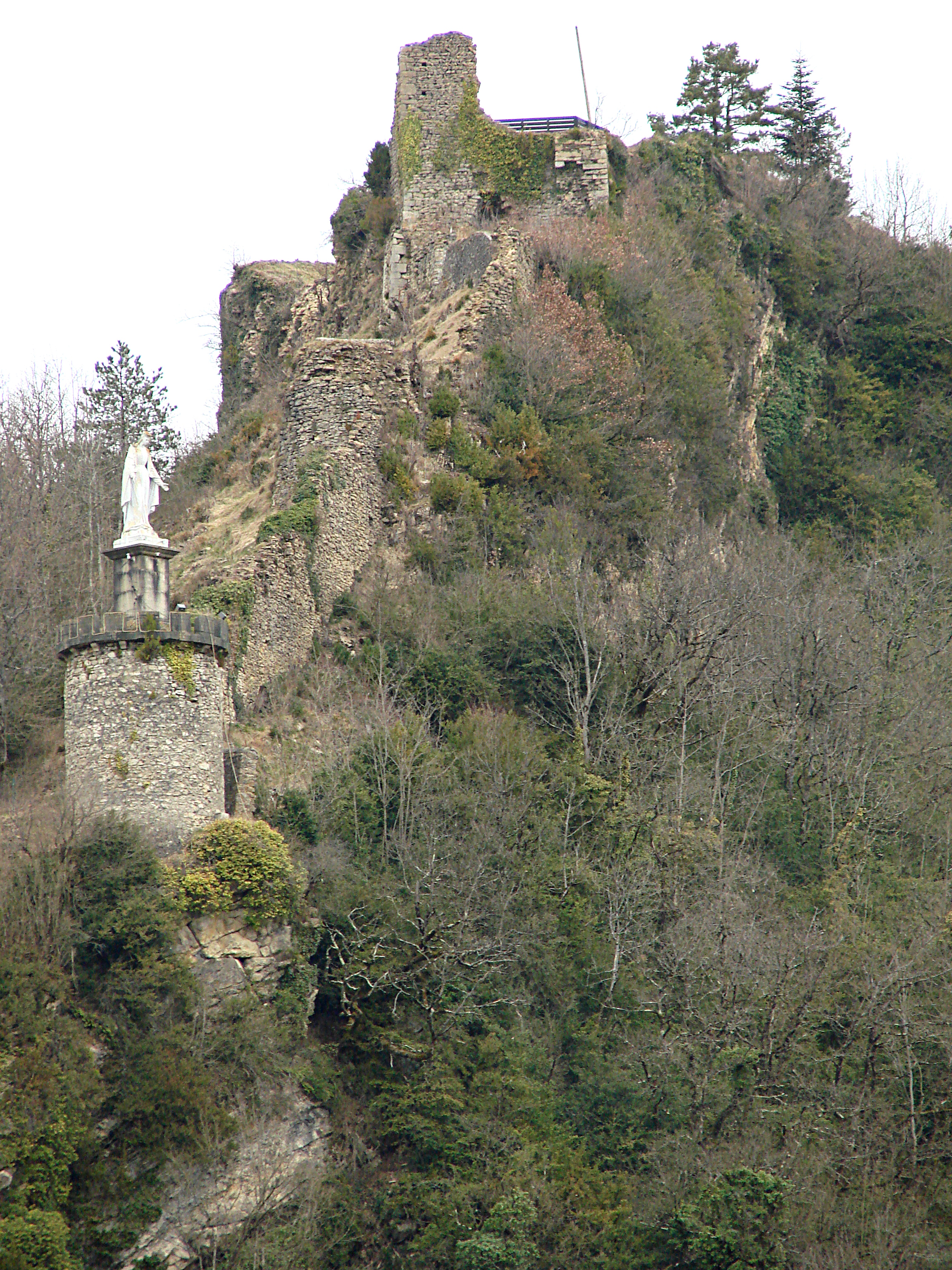
Le château de Cornillon.